# Voronezh
Voronezh (tiếng Nga: Воронеж) là một thành phố lớn ở tây nam Nga, cách Ukraina không xa. Nó nằm ở 2 bên bờ của sông Voronezh, cách 12km từ nơi con sông chảy vào sông Đông. Voronezh là trung tâm hành chính của tỉnh Voronezh. Thành phố này là một trung tâm điều hành của tuyến đường sắt Đông Nam (kết nối phần châu Âu của Nga với Ural và Siberi, Kavkaz và Ukraina), cũng như trung tâm của đại lộ Don (Moskva-Rostov-on-Don). Dân số: 848.752 (điều tra dân số năm 2002); 886.844 (điều tra dân số năm 1989); 660.000 (1970); 447.000 (1959); 344.000 (1939); 120.000 (1926). Thành phố được chia thành 6 khu hành chính: Kominternovsky, Leninsky, Levoberezhny, Sovetsky, Tsentralny, và Zheleznodorozhny.

## Nhiệt độ
| Dữ liệu khí hậu của Voronezh            | Dữ liệu khí hậu của Voronezh | Dữ liệu khí hậu của Voronezh | Dữ liệu khí hậu của Voronezh | Dữ liệu khí hậu của Voronezh | Dữ liệu khí hậu của Voronezh | Dữ liệu khí hậu của Voronezh | Dữ liệu khí hậu của Voronezh | Dữ liệu khí hậu của Voronezh | Dữ liệu khí hậu của Voronezh | Dữ liệu khí hậu của Voronezh | Dữ liệu khí hậu của Voronezh | Dữ liệu khí hậu của Voronezh | Dữ liệu khí hậu của Voronezh |
| Tháng                                   | 1                            | 2                            | 3                            | 4                            | 5                            | 6                            | 7                            | 8                            | 9                            | 10                           | 11                           | 12                           | Năm                          |
| --------------------------------------- | ---------------------------- | ---------------------------- | ---------------------------- | ---------------------------- | ---------------------------- | ---------------------------- | ---------------------------- | ---------------------------- | ---------------------------- | ---------------------------- | ---------------------------- | ---------------------------- | ---------------------------- |
| Cao kỉ lục °C (°F)                      | 8.0 (46.4)                   | 11.0 (51.8)                  | 18.4 (65.1)                  | 29.2 (84.6)                  | 35.7 (96.3)                  | 38.9 (102.0)                 | 40.1 (104.2)                 | 40.5 (104.9)                 | 32.1 (89.8)                  | 26.5 (79.7)                  | 18.1 (64.6)                  | 12.4 (54.3)                  | 40.5 (104.9)                 |
| Trung bình ngày tối đa °C (°F)          | −3.4 (25.9)                  | −3.0 (26.6)                  | 2.9 (37.2)                   | 13.9 (57.0)                  | 21.1 (70.0)                  | 24.5 (76.1)                  | 26.6 (79.9)                  | 25.6 (78.1)                  | 18.9 (66.0)                  | 10.9 (51.6)                  | 2.3 (36.1)                   | −2.5 (27.5)                  | 11.5 (52.7)                  |
| Trung bình ngày °C (°F)                 | −6.1 (21.0)                  | −6.5 (20.3)                  | −1.0 (30.2)                  | 8.3 (46.9)                   | 14.8 (58.6)                  | 18.5 (65.3)                  | 20.5 (68.9)                  | 19.2 (66.6)                  | 13.3 (55.9)                  | 6.9 (44.4)                   | −0.4 (31.3)                  | −5.0 (23.0)                  | 6.9 (44.4)                   |
| Tối thiểu trung bình ngày °C (°F)       | −8.8 (16.2)                  | −9.3 (15.3)                  | −4.2 (24.4)                  | 3.6 (38.5)                   | 9.3 (48.7)                   | 13.2 (55.8)                  | 15.2 (59.4)                  | 13.7 (56.7)                  | 8.7 (47.7)                   | 3.6 (38.5)                   | −2.6 (27.3)                  | −7.6 (18.3)                  | 2.9 (37.2)                   |
| Thấp kỉ lục °C (°F)                     | −36.5 (−33.7)                | −36.2 (−33.2)                | −32.0 (−25.6)                | −16.8 (1.8)                  | −3.3 (26.1)                  | −1.6 (29.1)                  | 5.0 (41.0)                   | 0.4 (32.7)                   | −5.2 (22.6)                  | −15.2 (4.6)                  | −25.1 (−13.2)                | −33.4 (−28.1)                | −36.5 (−33.7)                |
| Lượng Giáng thủy trung bình mm (inches) | 41 (1.6)                     | 37 (1.5)                     | 33 (1.3)                     | 38 (1.5)                     | 46 (1.8)                     | 74 (2.9)                     | 62 (2.4)                     | 52 (2.0)                     | 61 (2.4)                     | 50 (2.0)                     | 46 (1.8)                     | 44 (1.7)                     | 584 (23.0)                   |
| Số ngày mưa trung bình                  | 8                            | 6                            | 8                            | 12                           | 13                           | 15                           | 13                           | 10                           | 13                           | 14                           | 13                           | 9                            | 134                          |
| Số ngày tuyết rơi trung bình            | 21                           | 20                           | 14                           | 3                            | 0.2                          | 0                            | 0                            | 0                            | 0.1                          | 3                            | 12                           | 20                           | 93                           |
| Độ ẩm tương đối trung bình (%)          | 84                           | 82                           | 77                           | 66                           | 61                           | 67                           | 68                           | 67                           | 73                           | 79                           | 85                           | 85                           | 75                           |
| Số giờ nắng trung bình tháng            | 62                           | 86                           | 125                          | 184                          | 268                          | 284                          | 286                          | 254                          | 185                          | 111                          | 45                           | 38                           | 1.928                        |
| Nguồn 1: Pogoda.ru.net,                 |                              |                              |                              |                              |                              |                              |                              |                              |                              |                              |                              |                              |                              |
| Nguồn 2: NOAA (nắng, 1961–1990)         |                              |                              |                              |                              |                              |                              |                              |                              |                              |                              |                              |                              |                              |

## Liên kết
- Voronezh State University - City page Lưu trữ ngày 9 tháng 12 năm 2009 tại Wayback Machine
- Voronezh.Net City site Lưu trữ ngày 4 tháng 12 năm 2012 tại archive.today (tiếng Nga)
- Voronezh City Аdvertising (tiếng Nga)
- Voronezh News (tiếng Nga)
- Big Voronezh forum "U Antona" (tiếng Nga)
- Voronezh city churches (tiếng Anh)
- Site about old Voronezh Lưu trữ ngày 26 tháng 12 năm 2010 tại Wayback Machine (tiếng Anh)